# Владимир Матев
Владимир Иванов Матев е български офицер – поручик, участник във Втората световна война. Носител е на германски „Железен кръст“ на 2 български ордена „За храброст“.

## Биография
Матев е роден в Плевен на 5 октомври 1919 година. Дядо му и баща му са офицери. Детството му преминава в различни гарнизони, където служи баща му.
Постъпва през 1937 година с 61 випуск на Военното училище в София. През 1938 година е командирован в Хановер – в германско военно училище за противовъздушна отбрана. По време на посещение на Адолф Хитлер в града, той се ръкува и разговаря с него.
През 1941 година се завършва и подава рапорт да бъде изпратен в Новоосвободените земи. Назначен е в Скопие като адютант на командващия Пета армия ген. Васил Бойдев. Като такъв се среща с цар Борис III във Военното министерство в София. По това време германска противовъздушна батарея край Скопие има ПВО-въоръжение, но липсват войници. Така се сключват договор с Пета армия да ползват неин личен състав. Матев е назначен за командир на батареята – оперативно е подчинен на германския полк, а дисциплинарно – на 51-ви пехотен полк. През септември 1943 г. при поредното англо-американски въздушно нападение, над района прелита ниско командирска летяща крепост. Матев по своя инициатива, без заповед стреля и я сваля. Само двама от 12-членният екипаж успяват да катапултират. Българското командване се кани да го накаже, защото е стрелял без изрична заповед. Но германците го награждават за проявената съобразителност с Железен кръст (немският аналог на ордена за храброст). Тогава българското командване излиза от ситуацията, като му връчва военен орден „За храброст“ 4 ст. При изтеглянето на българския окупационен корпус от Югославия през септември 1944 година попада в плен на партизани, но след ръкопашен бой успява да избяга и след два дни преход достига до старата граница при Деве баир.
Взима участие в Първата фаза на войната на България срещу Третия райх, но не стига до бойно участие. Участва във Втората фаза в Унгария. При Драва Соболч по време на разузнаване е ранен от минометен огън. Подофицерът с него е разкъсан на парчета, а той пострадва тежко от ударната вълна, но оживява. В щаба не вярват, че е възможно да е оцелял. Но на следващия ден бойната линия се премества и го намират. Така получава втория си орден „За храброст“. Десет дена след като го изписват от болницата войната свършва. Частта му е на позиция Надканижа, където остава с окупационни функции до юни. През 1946 г. е уволнен с голямата чистка на царските офицери.
Записва се да учи икономика, завършва семестриално. Държавна сигурност го следи и го изключват преди да се дипломира. Работи до пенсионирането си като шофьор.
Владимир Матев доживява дълбока старост. Той е председател на Контролния съвет на Съюза на възпитаниците на Военните на Н.В. училища.